# Eurodance
Eurodance (đôi khi gọi là Euro-NRG, Euro-electronica hay Euro) là một thể loại nhạc dance điện tử bắt nguồn vào cuối thập niên 1980 ở châu Âu. Dòng nhạc này kết hợp nhiều yếu tố của rap, techno và eurodisco. Thể loại chịu ảnh hưởng lớn từ sử dụng lớp giọng hát nhiều màu sắc, đôi khi có thêm các phiên khúc rap. Ngoài ra, sự kết hợp với đàn synthesizer làm chủ đạo, nhịp điệu bass sôi động và các đoạn hook giàu giai điệu đã xây dựng nền tảng chủ chốt của nhạc eurodance.

## Lịch sử

### Bối cảnh
Nhạc eurodance bắt nguồn vào cuối thập niên 1980 ở Trung Âu, đặc biệt là ở Đức - nơi các bữa tiệc quẩy trở nên phổ biến. Đến năm 1987, một giới nhạc tiệc tùng của Đức đã bắt đầu, dựa trên âm thanh Chicago house và new beat của Bỉ đã được định hình trước đó. Năm 1988, dòng acid house tạo ra tác động đáng kể lên nhận thức phổ thông ở Đức và Trung Âu như nó từng gây sốt ở Anh. Năm 1989, hai DJ người Đức - Westbam và Dr. Motte thành lập Ufo Club - một tụ điểm tiệc tùng bất hợp pháp và đồng sáng lập nhạc hội Love Parade. Cuộc tụ tập lần đầu được tổ chức vào tháng 7 năm 1989, khi 150 người xuống phố tham gia ở Berlin. Cuộc tụ tập ấy ra đời dưới dạng một biểu hiện chính trị vì hòa bình và hiểu biết quốc tế thông qua tình yêu và âm nhạc. Ngày 19 tháng 7 năm 1989, đĩa đơn "Ride on Time" của Black Box được phát hành. Bài hát có sáu tuần nắm ngôi quán quân ở khối Liên hiệp Anh và là đĩa đơn bán chạy nhất ở nước này năm 1989. Ca khúc chứa yếu tố "house piano" của Korg M1 - có thể tìm thấy trong nhiều sản phẩm nhạc eurodance. Ngày 27 tháng 9 năm 1989, đĩa đơn "Pump Up the Jam" của Technotronic được phát hành. Ca khúc đoạt ngôi quán quân ở Bỉ và Tây Ban Nha; nhạc phẩm đã làm phổ biến biến thể nhạc house có tên là hip house ở châu Âu. Ngày 9 tháng 11 năm 1989, Bức tường Berlin sụp đổ; các bữa tiệc underground techno miễn phí mọc lên như nấm ở Đông Berlin, và một giới nhạc quẩy được hình thành tương tự như ở Anh. DJ miền Đông Đức Paul van Dyk nhận xét rằng giới nhạc quẩy techno (tiền thân của eurodance) là nhân tố góp phần tái định hình liên kết xã hội giữa Đông và Tây Đức trong thời kỳ thống nhất đất nước. Cùng năm ấy, hai nhà sản xuất người Đức là Michael Münzing và Luca Anzilotti (dưới nghệ danh Benito Benites và John "Virgo" Garrett III) đã khởi động dự án Snap! ở Frankfurt. Các bài hát của Snap! kết hợp hip hop và soul từ nước ngoài, bổ sung thêm nhịp điệu bằng cách sử dụng công nghệ máy tính và âm thanh điện tử pha trộn, âm bass và trống, mà chủ yếu là nhạc house. Từ đấy một thể loại mới đã ra đời: Eurodance.

### Thịnh hành và thoái trào
"The Power" (đĩa đơn đầu tiên của Snap!) được phát hành vào năm 1990 và giành ngôi nhất bảng xếp hạng ở Hà Lan, Tây Ban Nha, Thụy Sĩ và khối Liên hiệp Anh, đồng thời giúp tăng cường nhận thức về dòng nhạc trong phạm vi ở châu Âu. Những năm sau đó, các nghệ sĩ eurodance khác được thành lập ở Frankfurt, gồm Jam and Spoon, Intermission và Culture Beat. Sau khi đĩa đơn gây sốt "Rhythm is a Dancer" của Snap! ra mắt vào năm 1992 (nắm ngôi quán quân ở 12 quốc gia), các nhóm nhạc mới bắt xuất hiện khắp châu Ậu, mà chủ yếu là ở Bỉ, Hà Lan và Ý. Từ năm 1992 đến khi thể loại thoái trào sau năm 1995, âm thanh ngày càng mang hơi hướng NRG hơn, dẫn đến các bài hát tăng số nhịp/phút (B.P.M.) lên 150. Những bài hát nổi bật định nghĩa thể loại trong giai đoạn này - được mệnh danh là "kỷ nguyên vàng" của Eurodance - là "It's My Life" của Dr. Alban năm 1992 (nắm ngôi quán quân ở tám quốc gia), "No Limit" của nhóm nhạc Hà Lan 2 Unlimited năm 1993 (nắm ngôi quán quân ở 14 quốc gia, và cũng là bài hát bán chạy nhất châu Âu năm ấy), "What Is Love" của Haddaway cùng năm đó (nắm ngôi quán quân ở 13 quốc gia), "Mr. Vain" của Culture Beat cũng cùng năm đó (nắm ngôi quán quân ở 13 nước), "Cotton Eye Joe" của Rednex năm 1994 (nắm ngôi quán quân ở 12 nước) và "Scatman (Ski-Ba-Bop-Ba-Dop-Bop)" của Scatman John cùng năm (nắm ngôi quán quân ở chín nước). Cũng trong thời gian này, thể loại còn lan rộng độ thịnh hành sang Đông Á, ở các quốc gia như Đài Loan, Hàn Quốc và Nhật Bản; cuối kỷ nguyên hoàng kim dòng nhạc còn vươn đến Nga.
Đến năm 1995, Eurodance thống trị các bảng xếp hạng âm nhạc châu Âu với năm đĩa đơn nằm trong top 10 của bảng xếp hạng đĩa đơn. Bất chấp thành công ấy, nhiều nhà quan sát trong ngành âm nhạc nhận định rằng âm thanh eurodance buộc phải thay đổi hoặc "chết", còn các nhà sản xuất và ca sĩ hát nhạc eurodance bắt đầu đi theo những con đường khác và âm thanh khác, chẳng hạn như happy hardcore và nhạc house, nhưng không phải toàn bộ các nhóm nhạc đều ngay lập tức theo xu hướng này. Đáng chú ý, nhóm nhạc 2 Unlimited vẫn muốn giữ chất âm thanh eurodance để tiếp tục công phá các bảng xếp hạng, tuy nhiên nhà sản xuất De Coster dự đoán sự thụt lùi từ âm thanh kiểu pop sang âm thanh kiểu câu lạc bộ hơn. Sau một chuỗi bài hit eurodance thành công, nhà sản xuất Nosie Katzmann đã giận dữ gọi cho hãng đĩa vì một bài hát trong số đó rớt xuống vị trí số 26 trên bảng xếp hạng của Đức. Vì thế ở nửa sau thập niên, sự thịnh hành của eurodance bắt đầu có dấu hiệu thoái trào. "Scatman's World" của Scatman John là bài hit lớn cuối cùng vẫn giữ chất âm thanh Eurodance nguyên bản có mặt ở Eurochart Hot 100, nắm giữ ngôi quán quân trong ba tuần từ cuối tháng 8 đến đầu tháng 9 năm 1995. Ngay trước đó, La Bouche đã phát hành "Be My Lover" - ca khúc bán được sáu triệu bản trên toàn cầu tính đến nay. 
Cuối thập niên 1990, âm thanh điển hình của eurodance dần chuyển thành progressive house. Ví dụ về những bài hát eurodance thành công ở thời kỳ này gồm "Coco Jamboo" của ban nhạc người Đức Mr. President năm 1996, "Freed from Desire" và "Let a Boy Cry" của ca sĩ người Ý Gala, "This is Your Night" của Amber và "Bailando" của Paradisio trong cùng năm, "Barbie Girl" của nhóm nhạc người Đan Mạch-Na Uy Aqua năm 1997, "Boom, Boom, Boom, Boom!!" của nhóm nhạc Hà Lan Vengaboys năm 1998, "Blue (Da Ba Dee)" của nhóm nhạc người Ý Eiffel 65 năm 1999 và "Around the World (La La La La La)" của nhóm nhạc người Đức ATC năm 2000. Basshunter, Scooter và Cascada đã gặt hái thành công đáng kể vào thập niên 2000, tuy nhiên đến đầu thập niên 2010, mức độ phổ biến của dòng nhạc đã tụt dốc, và đến khoảng năm 2012, nhạc eurodance gần như biến mất hoàn toàn khỏi phần lớn các kênh phát thanh của châu Âu.

## Định nghĩa
Thuật ngữ "Eurodance" dần gắn liền với một phong cách riêng của nhạc dance châu Âu. Trong những năm kỷ nguyên vàng vào giữa thập niên 1990, thể loại được gọi là "Euro-NRG"; ở châu Âu dòng nhạc thường được gọi là "dancefloor".
Khi mà một số người sử dụng định nghĩa phổ thông hơn về dòng nhạc được xem là "Eurodance", theo thời gian, thuật ngữ được dùng để chỉ cụ thể một thể loại gốc NRG từ thập niên 1990, với một giọng ca solo hoặc màn song ca của rapper/giọng ca.

## Đặc điểm
Phần lớn các bài nhạc eurodance có đặc trưng là những đoạn riff bằng synthesizer, một hoặc nhiều giọng hát với điệp khúc đơn giản, một hoặc nhiều đoạn rap, sample và nhịp vỗ tay của trống điện tử (drum machine). Đôi khi các phần hát không có rap cũng được sử dụng.
Eurodance thường mang màu sắc tích cực và lạc quan; ca từ thường nói về các vấn đề tình yêu và hòa bình, khiêu vũ và tiệc cùng, hay giãi bày và vượt qua những cảm xúc khó khăn. Từ đầu đến giữa thập niên 1990, phần hát trong Eurodance thường có một giọng ca solo hoặc song ca giọng hát-rapper như cặp song ca nam–nữ của 2 Unlimited, La Bouche và Magic Affair.
Nhiều nhóm nhạc sử dụng biến thể của cặp giọng hát-rapper, như rapper người Đức với ca sĩ người Mỹ (Real McCoy), hay sử dụng rap reggae như trong các nhóm Ice MC và Fun Factory, hoặc kết hợp rapper và giọng reggae như ở album Life in the Streets, hay hát scat như trong nhóm Scatman John. Những nghệ sĩ hát solo như Alexia, Whigfield và DJ BoBo cũng góp phần vào thể loại. Một số nghệ sĩ như nhóm nhạc dance-pop gốc Thụy Điển Ace of Base sử dụng phần hát pop hơn phần rap/soul cùng với âm thanh eurodance. Các phần hát pop đặc biệt phổ biến ở những sản phẩm nhạc eurodance vào cuối thập niên 1990. Nhóm nhạc Thụy Điển Rednex còn đưa các yếu tố từ nhạc đồng quê của Mỹ vào chất âm thanh trong tác phẩm của mình.
Phần lời nhạc eurodance gần như luôn được hát bằng tiếng Anh, bất kể quốc tịch của nghệ sĩ là gì. Tuy nhiên, có những trường hợp như nhóm nhạc người Bỉ Paradisio, khi ca từ của nhóm này được dùng với các yếu tố của nhạc Latinh. Đa số các bài eurodance chú trọng vào phần bộ gõ và nhịp điệu. Nhịp thường vào khoảng 140 nhịp/phút, song có thể thay đổi từ 110 sang 150.
Hầu hết các bài eurodance rất giàu giai điệu. Phần lớn các bài eurodance được sáng tác ở điệu tính thứ, tương tự như techno. Ngoài ra, cùng với ca từ tích cực, các yếu tố này góp phần tạo nên âm thanh nhìn chung là sôi động và cảm xúc của Eurodance. Bên cạnh phần góp giọng của nữ hoặc nam ca sĩ, các bài nhạc thường sử dụng hợp âm rải chơi nhanh bằng synthesizer.

### Video âm nhạc
Những video âm nhạc (MV) của eurodance thường có tiết mục nhảy do các giọng ca chính của bài hát thể hiện (hoặc người mẫu đóng thế), thường nhảy trong các studio sáng màu không gian vô hạn hoặc những không gian đô thị rộng lớn (nhà ga, gara đỗ xe) có độ tương phản hình ảnh lớn, hoặc những khung cảnh thiên nhiên vắng vẻ. 
Electronicbeats miêu tả cliché của các MV eurodance là "cảnh quẩy có ánh đèn nhấp nháy, đồ họa máy tính kiểu pixel thập niên 90 và dĩ nhiên là một thước phim đô thị: giới thiệu các ga tàu điện ngầm, đèn trên phố và người đi làm". MV của Pump up the Jam được miêu tả là "bảng màu gồm các màu đỏ, xanh lá và tím rực rỡ trên một dãy phông nền ô vuông choáng ngợp [...] [Đây là] cái nhìn sâu sắc về sức mạnh của video âm nhạc lên tủ đồ tiệc". Đôi khi bảng màu bị bão hòa quá mức được sử dụng cùng quần áo hoặc trang phục đi tiệc ám chỉ đến Thời đại Không gian; các MV sử dụng toàn bộ hoặc một phần các yếu tố và hiệu ứng CGI. Những vũ đoàn lớn (đôi khi được nhân bảng bằng máy tính) cũng có mặt trong MV. 
Vì phần nhạc chủ yếu được làm từ công nghệ điện tử, nên cảnh quay nghệ sĩ trong phòng thu hay diễn ở hòa nhạc, xuất hiện trong video của các thể loại khác thường rất hiếm gặp.